# Провулок Вільямса
Прову́лок Ві́льямса — зниклий провулок, що існував у Дніпровському районі міста Києва, місцевість Микільська слобідка. Пролягав від Каховської вулиці до вулиці Митрополита Андрея Шептицького.

## Історія
Провулок виник у середині XX століття під назвою Нова вулиця. Назву провулок Вільямса отримав у 1955 році на честь радянського вченого академіка Василя Вільямса. 
Ліквідований 1977 року в зв'язку зі знесенням старої забудови Микільської слобідки.